# Lego Minifigures Online
Lego Minifigures Online fue un videojuego multijugador masivo en línea desarrollado y publicado por Funcom, que se lanzó el 29 de junio de 2015. El juego se basó en las minifiguras de Lego, lo que permitió al jugador desbloquear y jugar como varios personajes del tema, al mismo tiempo que incorpora elementos de temas clásicos de Lego, como el castillo y el espacio, y también involucrando nuevos temas, como la mitología. Además de desbloquear nuevas minifiguras a través del juego normal, el jugador pudo desbloquear minifiguras comprando bolsas ciegas de Lego Minifigures físicas, que contienen códigos especiales que, una vez ingresados, permitieron desbloquear al personaje al instante. Todos los servicios en línea del juego se cerraron el 30 de septiembre de 2016.

## Jugabilidad
El juego se inspiró tanto en los videojuegos de rol isométricos clásicos como en los videojuegos modernos de Lego . El jugador puede hacer clic para mover su personaje y atacar a los enemigos, también para romper y construir objetos Lego. El jugador podía tener hasta tres minifiguras para cambiar rápidamente mientras jugaba, y también podía abrir su inventario para cambiar a qué tres tenía acceso inmediato. Las minifiguras también se pueden subir de nivel con puntos de experiencia para mejorar sus habilidades. El juego contenía numerosos mundos temáticos, a los que se accedía desde un centro, y cada mundo contenía múltiples mazmorras para asaltar. El jugador también podía luchar contra otros jugadores, en equipos.

## Minifiguras
Los personajes incluidos en el juego eran algunas de las minifiguras de la serie Lego Minifiguras. A partir de septiembre de 2014, varias minifiguras estaban disponibles para su compra para su uso en el juego a través de membresías de 6 y 10 meses, pero estuvieron completamente disponibles cuando el juego se lanzó por completo como un título de pago, el 29 de junio de 2015.

## Desarrollo
Lego Minifigures Online se anunció por primera vez el 29 de agosto de 2013 como un título gratuito. El juego se sometió a una fase de prueba beta y se hizo público para Microsoft Windows, OS X y Linux el 29 de octubre de 2014. El 29 de junio de 2015, el juego se lanzó por completo, aunque como un título de pago. , para Microsoft Windows, OS X, Linux, iOS y Android.
Debido a que el juego no cumplió con las previsiones de ingresos internos de Funcom, Lego Minifigures Online se cerró el 30 de septiembre de 2016.